# 世宗研究所
世宗研究所（韓語：세종연구소）是韩国一个公益性的非营利私营智库，从事有关国家安全战略、统一战略、地区问题和国际政治经济学的研究。1986年1月仰光爆炸事件后，世宗研究所在政治和商业领域的国家领导人的支持下作为企业基金会而成立。